# Andrés Semitiel Rubio
Andrés Semitiel Rubio (Cieza, 16 de novembre de 1901-Mèxic DF, 11 de juliol de 2004) va ser un polític i metge espanyol.

## Biografia
Va néixer en la localitat murciana de Cieza el 16 de novembre de 1901.
Membre del Sindicat de la Construcció de la UGT des de 1916, ingressaria en l'agrupació local del PSOE de Cieza a l'octubre de 1922. En 1923 va ser reclutat per l'exèrcit per a participar en la guerra d'Àfrica destinat a la Sanitat Militar. Va arribar a prestar els seus serveis a l'hospital «Deker» durant un any i també hospital «Alfonso XIII» durant altres dos anys. En 1925 va intervenir en el desembarcament d'Alhucemas. L'any següent es graduaria com a practicant de medicina per la Universitat de València, exercint a partir de llavors en la sanitat civil a Villa Alhucemas. En 1934 seria traslladat a la península, instal·lant-se de nou a Cieza. Al maig de 1936 va resultar escollit compromissari per la circumscripció de Múrcia-província per a l'elecció del president de la República Espanyola.
Després de l'esclat de la Guerra civil es va unir a les milícies republicanes. Posteriorment va passar a formar part del comissariat polític de l'Exèrcit Popular de la República. En tal qualitat el març de 1937 va ser nomenat comissari de Batalló de la 9a Divisió, i més endavant exerciria com a comissari de la 32a Divisió.
Al final de la contesa es va exiliar a França, al costat de les restes de l'exèrcit republicà. Posteriorment es va traslladar a Mèxic, on va arribar en 1942 a bord del Nyassa. Allí exerciria privadament la medicina, al mateix temps que mantenia l'activitat política. Va formar part de la UGT i de l'Agrupació socialista a Mèxic, a la qual va arribar a representar en el Congrés de Suresnes (1974) i en el XXVII Congrés del PSOE (1976). Va morir a Mèxic DF l'11 de juliol de 2004.